# Centro de Investigaciones Regionales Dr. Hideyo Noguchi
El Centro de Investigaciones Regionales Dr. Hideyo Noguchi (CIR Hideyo Noguchi) es una dependencia académica de la Universidad Autónoma de Yucatán (UADY), en México, que dirige la producción científica en las disciplinas biomédicas y sociales. Este instituto de investigación está dividido en dos unidades, la Unidad de Ciencias Biomédicas (UCB) y la Unidad de Ciencias Sociales (UCS).

## Historia
La institución fue fundada el 12 de octubre de 1975 bajo el nombre de Centro de Investigaciones Biomédicas  a iniciativa del Dr. Alberto Rosado G. Cantón. El nombre que lleva el centro de investigaciones es en honor al Dr. Hideyo Noguchi, quien a principios del siglo XX dirigió investigaciones sobre la fiebre amarilla en Yucatán.
En 1976, el Centro de Investigaciones Biomédicas pasó a llamarse Centro de Investigaciones Regionales para impulsar e incluir la investigación en ciencias sociales. En 1987, el CIR se reorganizó en las dos unidades que en las que está dividido actualmente, la Unidad de Ciencias Biomédicas y la Unidad de Ciencias Sociales. La primera se estructuró por laboratorios y la segunda por líneas de investigación.

## Unidad de Ciencias Biomédicas
El CIR se fundó originalmente como un centro de investigaciones biomédicas. La Unidad de Ciencias Biomédicas cuenta con dos sedes, una ubicada frente al Parque Zoológico del Centenario y otra dentro de la Facultad de Química de la Universidad Autónoma de Yucatán. Esta unidad se creó a partir de la reorganización realizada en 1987 para la inclusión de las ciencias sociales en el instituto. Actualmente, la UCB cuenta con 7 departamentos y 17 laboratorios.

### Departamentos
La UCB está organizada en 7 Cuerpos Académicos (CA) que conducen investigaciones a través de la labor colaborativa de diferentes laboratorios que integran la unidad. Estos cuerpos académicos son los siguientes:
- Biomedicina de enfermedades infecciosas y parasitarias
- Enfermedades infecciosas y transmitidas por vector
- Estudio integral de las hemopatías
- Estudio integral de los trastornos funcionales y degenerativos del Sistema Nervioso Central
- Salud, ambiente y desarrollo humano
- Salud reproductiva y genética
- Vigilancia ecológica y geográfica de zoonosis endémicas, emergentes y reemergentes en la península de Yucatán

### Laboratorios

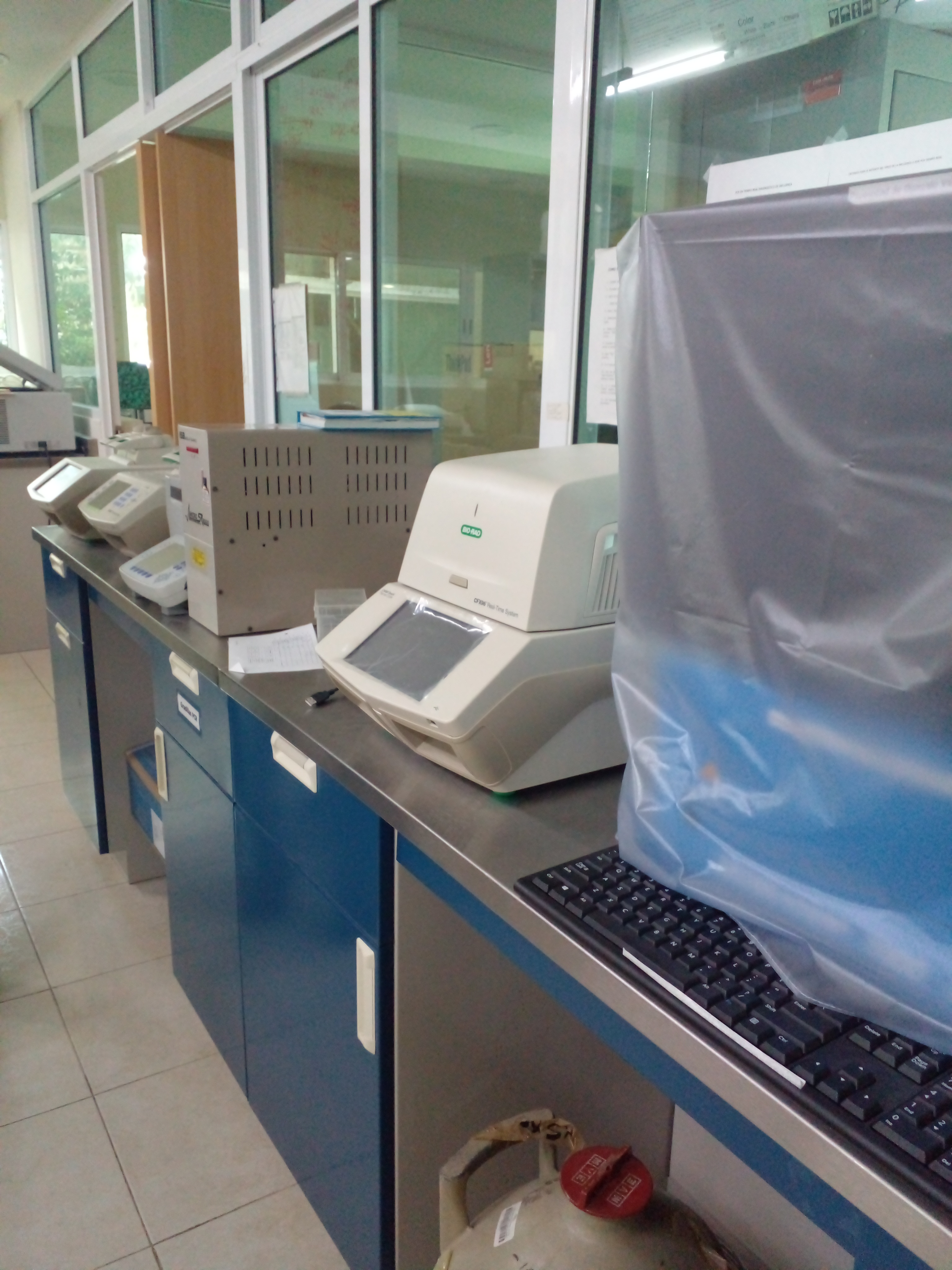
Interior de uno de los laboratorios del CIR. En el centro de la imagen se aprecia un termociclador para realizar análisis de PCR en tiempo real.

Los laboratorios son los principales sitios donde se realizan las diferentes líneas de investigación biomédicas del CIR. La unión de algunos laboratorios conforman los diferentes Cuerpos Académicos del Centro de Investigaciones, los cuales trabajan de manera cooperativa para llevar a cabo los estudios y experimentos necesarios para la realización de dichas investigaciones. Los laboratorios de la UCB son los siguientes:
- Arbovirología
- Biología Celular
- Biología de la Reproducción
- Electrofisiología
- Enfermedades emergentes y reemergentes
- Genética
- Hematología
- Ingeniería Biomédica
- Inmunología
- Medicina Social
- Microbiología
- Neurobiología
- Neurofisiología
- Neuroplasticidad
- Parasitología
- Virología
- Zoonosis

## Unidad de Ciencias Sociales
La Unidad de Ciencias Sociale tiene su sede en el centro histórico de Mérida. Esta unidad surgió de la reestructuración realizada en 1987 en el CIR, aunque sus orígenes datan del año 1976, cuando se integró al CIR un grupo de investigadores de la Facultad de Economía de la Universidad Autónoma de Yucatán, quienes conformaron el Departamento de Estudios Económicos y Sociales (DEES). En 1980, se integró un núcleo de investigadores de la Facultad de Ciencias Antropológicas de la Universidad Autónoma de Yucatán para fundar lo que fue el Departamento de Estudios sobre Cultura Regional (DESCR), antes de la creación de la UCS seis años más tarde. 

### Departamentos
Actualmente, la UCS se divide en 3 departamentos y un grupo disciplinar que se encargan de llevar a cabo las investigaciones concernientes al ámbito de las ciencias sociales. La UCS está conformada por los siguientes Cuerpos Académicos (CA):
- Desarrollo regional, modernización y nuevos sujetos sociales en Yucatán
- Identidad y cultura Maya en Yucatán
- Procesos políticos, instituciones y cultura política en Yucatán
- Género, Cultura y Sociedad (Grupo Disciplinar)